# Campeonato Europeo de Patinaje Artístico sobre Hielo de 2003
El XCIV Campeonato Europeo de Patinaje Artístico sobre Hielo se realizó en Malmö (Suecia) del 20 al 26 de enero de 2003. Fue organizado por la Unión Internacional de Patinaje sobre Hielo (ISU) y la Federación Sueca de Patinaje sobre Hielo.
Las competiciones se efectuaron en el Malmö Isstadion. Participaron en total 135 patinadores de 34 países europeos.

## Resultados

### Masculino
| Puesto | Nombre                | País    | Puntos |
| ------ | --------------------- | ------- | ------ |
| Oro    | Yevgueni Pliúshchenko | Rusia   | 1,5    |
| Plata  | Brian Joubert         | Francia | 3,0    |
| Bronce | Stanick Jeannette     | Francia | 5,0    |

### Femenino
| Puesto | Nombre          | País    | Puntos |
| ------ | --------------- | ------- | ------ |
| Oro    | Irina Slútskaya | Rusia   | 3,0    |
| Plata  | Yelena Sokolova | Rusia   | 3,0    |
| Bronce | Júlia Sebestyén | Hungría | 6,4    |

### Parejas
| Puesto | Nombre                              | País    | Puntos |
| ------ | ----------------------------------- | ------- | ------ |
| Oro    | Tatiana Totmianina / Maksim Marinin | Rusia   | 2,0    |
| Plata  | Sarah Abitbol / Stéphane Bernadis   | Francia | 3,5    |
| Bronce | Mariya Petrova / Alekséi Tíjonov    | Rusia   | 3,5    |

### Danza en hielo
| Puesto | Nombre                           | País     | Puntos |
| ------ | -------------------------------- | -------- | ------ |
| Oro    | Irina Lobachova / Iliá Averbuj   | Rusia    | 2,0    |
| Plata  | Albena Denkova / Maksim Staviski | Bulgaria | 4,0    |
| Bronce | Tatiana Navka / Román Kostomárov | Rusia    | 6,0    |

## Medallero
| Núm. | País     | Oro | Plata | Bronce | Total |
| ---- | -------- | --- | ----- | ------ | ----- |
| 1    | Rusia    | 4   | 1     | 2      | 7     |
| 2    | Francia  | 0   | 2     | 1      | 3     |
| 3    | Bulgaria | 0   | 1     | 0      | 1     |
| 4    | Hungría  | 0   | 0     | 1      | 1     |
|      | TOTAL    | 4   | 4     | 4      | 12    |